# الشبكة الدولية للحقوق والتنمية
الشبكة الدولية للحقوق والتنمية (المعروفة إتخصاراً بـ GNRD) هي منظمة دولية تأسست في يناير 2008. تهدف إلى تعزيز ودعم كل حقوق الإنسان والتنمية من خلال اعتماد استراتيجيات وسياسات جديدة لتغيير حقيقي. كما تهدف إلى تعزيز التنمية البشرية المستدامة ومساعدة الفئات المحرومة. انها بمثابة جزء من حركة عالمية واسعة بهدف القضاء على الفقر والظلم، والتأكيد على أن جميع البشر يمارسون كامل حقوقهم وتمتعون بحياة كريمة.
يقع المقر الرئيسي للشبكة الدولية للحقوق والتنمية في ستافنغر، النرويج. تملك الشبكة خمسة مكاتب اقليمية وثلاث لجان اقليمية عليا وسفيرة النوايا الحسنة (السيدة كارول سماحة) 
في 27 مايو 2015 اقتحمت الشرطة النرويجية المختصة في مكافحة الجرائم الاقتصادية مكتب «الشبكة العالمية للحقوق والتنمية» بالتزامن مع اقتحام منزل رئيسها لؤي ديب بتهمة غسيل أموال إماراتية وأعمالا إجرامية.

## أهداف الشبكة الدولية للحقوق والتنمية
تتمثل أهداف الشبكة حسب ما جاء في موقع الشبكة على الانترنيت فيما يلي:
- المساهمة في تعاون جميع الجهات المعنية ذات الصلة، إقامة تعاون وشراكة بين القطاعين العام والخاص، في المجالات الأكاديمية والتقنية والسياسية لتعزيز وحماية حقوق الإنسان والتنمية.
- دعم وحماية الجماعات والأفراد الأكثر ضعفا الذين يعانون من الأزمات الإنسانية من خلال اتخاذ جميع التدابير اللازمة لضمان رفاهيتهم وحقوقهم في المساواة في الفرص.
- دعم الشباب من خلال البرامج والتدريبات المتنوعة، إلى جانب دعم المجموعات الشبابية للشبكة الدولية للحقوق والتنمية.
- المساعدة في تخفيف معاناة الأفراد المحاصرين في مناطق الصراع من خلال توفير الوساطة عند الحاجة من وجهة نظر سلام عادل ودائم وفقا للقانون الدولي ومعايير الأمم المتحدة.

## بيان المهمة
يتزايد النشاط البشري وتبادل وجهات النظر العالمية والمنتجات والأفكار والثقافات في ظل زمن العولمة والسيولة في الاتصالات. لقداصبح من الضروري ضمان الاستخدام الإيجابي للعولمة وجعلها شاملة ومنصفة تماما. تلعب الشبكة الدولية للحقوق والتنمية دور المحفز من خلال استخلاص أفضل ما جاء في الخطاب الدولي اليوم وتشريك الامم المتحدة والمؤسسات الدولية الأخرى ذات الصلة، لصالح الفئات الأكثر ضعفا والاشخاص الذين يعانون من الازمات.

## الرؤية
تتمثل رؤية الشبكة الدولية للحقوق والتنمية في خلق عالم تلغى فيه انتهاكات حقوق الإنسان، حيث يتمتع كل شخص بحقه الطبيعي في التمتع بحقوق الإنسان، حيث يحق له عيش حياة كريمة، والتمتع بالمساواة التامة على جميع الاصعدة، والعيش في حياة خالية من الفقر بطريقة مستدامة وعلى المدى الطويل. تهدف الشبكة الدولية للحقوق والتنمية إلى المساهمة في الحركة العالمية لتحقيق العدالة الاجتماعية.

### المكاتب الإقليمية
لدى الشبكة الدولية للحقوق والتنمية خمسة مكاتب إقليمية: عمان، الأردن، بروكسل، بلجيكا، دبي، الإمارات العربية المتحدة، جنيف، سويسرا، وفالنسيا، إسبانيا.

## الشراكة مع الاتحاد الأفريقي
وقعت الشبكة الدولية للحقوق والتنمية مذكرة تفاهم مع مفوضية الاتحاد الأفريقي في 13 ديسمبر 2013 . ووفقا لمذكرة التفاهم الموقعة، ستتعاون مفوضية الاتحاد الأفريقي مع الشبكة لاستكشاف فرص التعاون والشراكة غير الحصرية في المجالات التالية:
- تعزيز مشاركة المجتمع المدني في وضع السياسات.
- تعزيزديمقراطية الحكم الرشيد وحقوق الإنسان والتنمية.
- إشراك الشتات في التنمية.
- النمو الاجتماعية والاقتصادي والتنمية في أفريقيا.
- توليد المعلومات ونشرها فيما يخص القضايا المتعلقة بحقوق الإنسان، والتكامل القاري، والتنمية الاقتصادية والعدالة الاجتماعية.
- تقديم الدعم لجهود صنع السلام وبنائه في أفريقيا.
- جهود التوعية ودعم الإغاثة الإنسانية والطوارئ.[10]

## أنشطة ضمن الاتحاد الأوروبي
الشبكة الدولية للحقوق والتنمية مسجلة في سجل الشفافية للاتحاد الأوروبي.

## أنشطة الشبكة الدولية للحقوق والتنمية
1. مؤتمر البحرين «من الازمة إلى الاستقرار» في مصر 12 أبريل 2012.[12][13]
2. مؤتمر «مصر تعود»- القاهرة - مصر 6 يونيو 2012.[14][15]
3. المؤتمر الدولي«موازنة بين مكافحة الإرهاب وحقوق الإنسان: التحديات والفرص»- جنيف – سويسرا -16-17-18فبراير 2015 المؤتمر الدولي في جنيف اتفاقية جديدة للتعاون الجماعي في مكافحة الإرهاب تطرح الشبكة الدولية للحقوق والتنمية في.[16]

## بعثات المراقبة
لاحظت الشبكة الدولية للحقوق والتنمية العديد من الانتخابات والاستفتاءات الدولية. تهدف المنظمات غير الحكومية الدولية عن طريق هذه الأنشطة إلى دعم التحول الديمقراطي في المقاطعات، وتعزيز حق الشعب في التصويت والإسهام في تحقيق الشفافية في عملية التصويت. وقد تم اعتماد الشبكة الدولية للحقوق والتنمية رسميا لمراقبة الانتخابات والاستفتاءات التالية بصفة مراقب دولي، ونجحت في عقد البعثات ذات الصلة:
- جنوب السودان الاستفتاء على الاستقلال من 14-15 يناير 2011.
- الانتخابات البرلمانية الأردنية في 23 كانون الثاني 2013.
- الاستفتاء على الدستور المصري في 15 مايو2014.[17]
- الانتخابات الرئاسية الجزائرية في 17 مايو 2014.[18]
- الانتخابات الرئاسية المصرية في 26-27 مايو.[19]
- الانتخابات البرلمانية والرئاسية التونسية في أكتوبر، ونوفمبر وديسمبر 2014.[20]

## الانتقادات
بعد اختفاء اثنين من موظفي الشبكة الدولية للحقوق والتنمية، والذين كانوا يحققون العمال المهاجرين في قطر في أغسطس 2014 والتي اعلنت عنه البي بي سي  سي إن إن،الغارديان،ذي إندبندنت.
كان هنالك عدد من المقالات المنشورة، والتي تتدعي بأن حكومة الإمارات العربية المتحدة تمول الشبكة الدولية للحقوق والتنمية وأن ذلك كان السبب الذي جعل قطر تضع موظفو الشبكة الدولية للحقوق والتنمية رهن الاعتقال لمدة 20 يوما. كتب واتكيرعلى موقعه في الانترنيت «في حين أنه من الممكن ان يكون القبض على هؤلاء الرجال في قطر يراد منه قمع النتائج التي توصلوا إليها، فإنه من الممكن أيضا (وربما الأكثر احتمالا) ان تندرج عملية القبض عليهم دون قصد ضمن خصومة بين دولة قطر ودولة الإمارات العربية المتحدة، ويشتبه القطريين بان لصاحب العمل، أي الشبكة الدولية للحقوق والتنمية دورا في ذلك». يذهب الموقع إلى ما هو ابعد لانتقاد انشطة الشبكة ورئيسها بالتفصيل.
ردت الشبكة الدولية للحقوق والتنمية على انتقادات بريان ويتاكر على موقعه على الإنترنت، وقد اعلنوا عن اتخاذ الاجراءات القانونية ضد براين ويتاكر، مدعية أن ادعاءاته «كاذبة» و «و افتراء» وردوا على النحو التالي:
أنشطة وتقارير الشبكة الدولية للحقوق والتنمية لعامي 2013 و 2014
واصلت الشبكة الدولية للحقوق والتنمية عملها في مجال تعزيز تطبيق حقوق الإنسان المعترف بها في الإعلان العالمي لحقوق الإنسان خلال عامي 2013 و 2014، وقامت بتنفيذ مجموعة واسعة من الأنشطة الممتثلة لمبادئ الأمم المتحدة وأهدافها، والمدرجة على النحو التالي:
أنشطة عام 2013: 
25 كانون الأول/يناير ـ تنظيم حدث جانبي بالتعاون مع منظمة المرأة العالمية حول حقوق الأقليات في فرنسا (في الدورة الخامسة عشرة للاستعراض الدوري الشامل للأمم المتحدة بجنيف): 
28- ـ 29 كانون الثاني/يناير ـ مراقبة وتحليل حقوق الإنسان والوضع الإنساني في سوريا من الماضي وعبر الحاضر والمستقبل، وتنظيم الحدث الدولي «المؤتمر الدولي السوري لسوريا الديمقراطية والدولة المدنية» في فندق ستارلينغ بمدينة جنيف السويسرية.
4 نيسان/أبريل ـ المشاركة في نموذج محاكاة «الجامعة العربية والأمم المتحدة» في العاصمة المصرية القاهرة، للمساهمة في التنمية السلمية للعلاقات الدولية.
19 ـ 27 أيار/مايو ـ اطلاق أنشطة بمناسبة الذكرى الخمسين للوحدة الأفريقية ومؤتمر القمة الحادي والعشرين للاتحاد الأفريقي في العاصمة الأثيوبية أديس أبابا، في إطار استمرار التعاون بين الشبكة الدولية للحقوق والتنمية الاتحاد الأفريقي:
1 تموز/يوليو ـ إصدار بيان يشدد على ضرورة حماية المتظاهرين السلميين ويدعو الحزب الحاكم ذلك الوقت في مصر إلى تحديد موقف واضح وصريح يهدف إلى تجنب وقوع أعمال عنف، انطلاقاً من حرص الشبكة على دعم المصريين المدافعين عن حقوقهم وحرياتهم والعدالة الاجتماعية:
21 تموز/يوليو ـ إرسال بعثة إلى مخيم سايبر سيتي على الحدود الأردنية ـ السورية، وتوزيع 460 حزمة اغاثية تحتوي على أغذية على اللاجئين المقيمين فيه، في اطار جهود الشبكة لتقديم المساعدات إلى اللاجئين السوريين:
12 أيلول/سبتمبر ـ تنظيم مؤتمر دولي في العاصمة البلجيكية بروكسل تحت شعار «ضد الدكتاتورية والتدخل الأجنبي في سوريا» بالتعاون مع تحالف القوى المدنية والسياسية ضد الدكتاتورية والتدخل الخارجي في سوريا، ومناقشة الحلول الممكنة للوضع في سوريا:
16 أيلول/سبتمبر ـ إصدار التقرير عن مؤتمر «عهد جديد للصومال» في العاصمة البلجيكية بروكسل، تقديراً للعمل الذي قام به الاتحاد الأوروبي وغيره من أصحاب المصلحة لضمان التنمية الاجتماعية والاقتصادية السلمية في الصومال: 
14 تشرين الأول/أكتوبر ـ إصدار سلسلة من البيانات الصحفية لحماية وتعزيز حقوق اللاجئين والمهاجرين من أفريقيا والشرق الأوسط الذين يواحهون الموت في محاولاتهم عبور البحر الأبيض المتوسط للوصول أوروبا، ودعوة الاتحاد الأوروبي إلى احداث تقدم وتوازن في التعاون بين دوله الأعضاء بشأن سياسة الهجرة ومراجعة تدابير أمن الحدود، بما في ذلك تحسين الاعداد المشترك لاجراءات الطوارئ في منطقة البحر الأبيض المتوسط.
ـ اعراب الشبكة عن قلقها العميق ازاء ارتفاع معدلات الوفيات بين المهاجرين في البحر الأبيض المتوسط تشرين الأول/أكتوبر):
ـ اعراب الشبكة عن قلقها ازاء صعوبة دخول اللاجئين السوريين إلى دول الاتحاد الأوروبي على أساس قانوني تشرين الأول/أكتوبر):
ـ تأييد الشبكة للانتقاد الذي وجهه رئيس البرلمان الأوروبي، مارتين شولتز، لسياسة الهجرة لدى لاتحاد الأوروبي تشرين الثاني/نوفمبر):
18 تشرين الأول/أكتوبر ـ الشبكة الدولية للحقوق والتنمية تصبح الراعي الماسي لنموذج محاكاة «الجامعة العربية والأمم المتحدة»، مساهمة منها في تعزيز العلاقات بينهما، ودعم برامج تدريب الشباب والقيادات العربية:
1 تشرين الثاني/نوفمبر ـ زيارة ضحايا الفيضانات في العاصمة السودانية الخرطوم واصدار بيان عن أوضاعهم، للفت الانتباه الدولي، واقتراح اتخاذ الأخير تدابير ملموسة لمساعدة ضحايا كارثة الفيضانات التي ضربت أجزاء من ولاية الخرطوم، وولايات الجزيرة ومنطقة النيل الأبيض ونهر النيل في بداية شهر آب/أغسطس 2013:
2 تشرين الثاني/نوفمبر ـ اطلاق مشروع «لدي الحق في اللعب»، الرامي إلى تأمين الحق في اللعب بأمان وحرية وكرامة للأطفال في بعض أجزاء العالم وخاصة في البلدان النامية، في العاصمة السودانية الخرطوم:
18 تشرين الثاني/نوفمبر ـ اختيار الشبكة الدولية للحقوق والتنمية لتكون مراقباً دولياً للانتخابات البرلمانية المقبلة والاستفتاء الدستوري في مصر، في اطار مساهماتها في تحسين النظام الانتخابي في هذا البلد العربي:
25 تشرين الثاني/نوفمبر ـ عقد مؤتمر «العنف ضد المرأة في حالات النزاع المسلح» لاستكشاف مسائل حقوق الإنسان الدولية للنساء بشكل عام والتركيز على مناطق النزاع بشكل خاص، والتطرق إلى الإطار القانوني الدولي المعمول به، بما في ذلك اتفاقية انهاء جميع أشكال التمييز ضد المرأة في اطار العنف، والاغتصاب، وتهديد عن حقوق الإنسان:
7 كانون الأول/ديسمبر ـ عقد مؤتمر «بناء قدرات الصحافيين ودورهم ضد التعذيب» في العاصمة الأردنية عمان، للمساهمة في تعزيز حقوق التعبير عن الرأي.
13 كانون الأول/ديسمبر ـ توقيع مفوضية الاتحاد الأفريقي والشبكة الدولية للحقوق والتنمية مذكرة تفاهم لتعزيز بينهما وتسهيل جدول أعمال التنمية والتكامل للاتحاد الأفريقي:
20 كانون الأول/ديسمبر ـ مواصلة مشروع «لدي الحق في اللعب» واقامته في العاصمة الأثيوبية أديس أبابا، في تعزيز حقوق الأطفال:
تقارير عام 2013
20 كانون الثاني/يناير ـ تقرير عن تطوير حماية حقوق اللاجئين في مخيم الزعتري للاجئين السوريين في الأردن:
23 كانون الثاني/يناير ـ تقرير بعثة الشبكة الدولية للانتخابات البرلمانية في الأردن، لدعم الحقوق السياسية والمدنية للمواطنين، ورصد احترام حقوق المنظمات غير الحكومية، وتقييم النظام الانتخابي في الأردن:
10 تشرين الثاني/نوفمبر ـ إصدار تقرير مصور تحت عنوان "نظرة داخلية من الشبكة الدولية للحقوق والتنمية إلى لفت الانتباه الدولي إلى هذا البلد المذهل وحالة حقوق الإنسان فيه:
أنشطة عام 2014
14 و 15 كانون الثاني/يناير ـ نشر الشبكة بعثتها للمراقبة الدولية بعد حصولها على موافقة هيئة الرقابة المصرية، واصدار تقرير حولها وعقد سلسلة من المؤتمرات الصحفية في القاهرة، للمساهمة في شفافية عملية الاستفتاء في مصر عام 2014:
21 كانون الثاني/يناير ـ اطلاق حملة تبرع للاجئين السوريين في الأردن من قبل الشبكة ومجموعاتها الشبابية مع جمعية الجليل:
28 كانون الثاني/يناير ـ استضافة الحوار التفاعلي للمائدة المستديرة «دور وسائل الاعلام في مجال حقوق الإنسان والديمقراطية وحرية الصحافة» في مبنى برلمان الاتحاد الأوروبي بالعاصمة البلجيكية بروكسل مع عضو البرلمان الأوروبي إيجا ريتا كورهولا، لدعم تعزيز حرية التعبير:
6 آذار/مارس ـ استضافة مؤتمر عن أوضاع النساء في حالات النزاع المسلح في قصر الأمم بمدينة جنيف السويسرية بالتعاون مع مؤسسة (معراج) للسلام والتنمية، بمناسبة اليوم العالمي للمرأة وفي اطار الدورة الخامسة والعشرين لمجلس حقوق الإنسان في الأمم المتحدة:
10 آذار/مارس ـ قيام الشبكة وشريكتها المنظمة غير الحكومية مؤسسة معراج للسلام والتنمية بتسليط الضوء على الوضع المروّع الذي يواجهه الأطفال في كل مكان من العالم، والتركيز بشكل خاص على الآثار السلبية للعقوبات المفروضة على السودان على صحة الأطفال، قبل ثلاثة أيام من انعقاد الاجتماع السنوي لمجلس حقوق الإنسان في الأمم المتحدة:
11 آذار/مارس ـ قيام الشبكة وشريكتها المنظمة غير الحكومية من سويسرا «المعهد الدولي للسلام والعدالة وحقوق الإنسان» بتنظيم الحدث الجانبي «الدستور الجديد في مصر: التوافق والشفافية والشمولية خطوة في الاتجاه الصحيح» في قصر الأمم بمدينة جنيف السويسرية، في إطار الدورة الخامسة والعشرين لمجلس حقوق الإنسان في الأمم المتحدة:
17 آذار/مارس ـ اقامة الحوار التفاعلي للمائدة المستديرة مع عضو البرلمان الأوروبي، إيجا ريتا كورهولا، تحت عنوان «المراقبة الدولية للاستفتاء الدستوري في مصر ـ التحديات المقبلة» في مبنى برلمان الاتحاد الأوروبي بالعاصمة البلجيكية بروكسل، لاستكشاف نتائج وتوصيات المراقبين الدوليين للاستفتاء على الدستور المصري الجديد والتحديات التي تواجه الانتخابات البرلمانية والرئاسية المقبلة في مصر:
23 آذار/مارس ـ تنظيم مهرجان «أطفال الشوارع» في العاصمة المصرية القاهرة بهدف رفع الوعي بشأن أطفال الشوارع، انطلاقاً من كون الشبكة الدولية للحقوق والتنمية الراعي الماسي لنموذج محاكاة الجامعة العربية والأمم المتحدة:
25 ـ 27 آذار/مارس ـ مشاركة فرع الشبكة الدولية للحقوق والتنمية في دبي في مؤتمر ومعرض دبي الدولي للمساعدات الإنسانية والتنمية، للمساهمة في رفع مستوى الوعي بأهمية النساء في أوقات الأزمات ودورهن في المساعدة وتأمين المواد الإغاثية:
4 نيسان/أبريل ـ مشاركة فريق الشبكة الدولية للحقوق والتنمية ـ دبي في سباق الجري في دبي فيستيفال سيتي، للمساهمة في تكوين التزام هادف وتفاعلي مع أعضاء المجتمع في دولة الإمارات العربية المتحدة:
11 نيسان/أبريل ـ استمرار الشبكة الدولية للحقوق والتنمية وشركائها في تنفيذ برنامج المساعدات للاجئين السوريين خارج المخيمات، وتوزيع 800 رزمة غذائية على 800 أسره سورية في الكرك، الأردن:
14 نيسان/أبريل ـ مشاركة الشبكة الدولية للحقوق والتنمية ـ دبي في معرض تكنولوجيا المياه والطاقة والبيئة في دبي بدولة الإمارات، لتعزيز الوعي بشأن حماية البيئة:
16 نيسان/أبريل ـ مشاركة الشبكة الدولية للحقوق والتنمية ـ دبي في مهرجان الإمارات الأخضر بدبي، لدعم تعليم الناس في إماراتها السبع الوسائل الآمنة والصحية للحياة: 
17 نيسان/أبريل ـ إصدار تقرير وعقد سلسلة من المؤتمرات الصحفية في الجزائر العاصمة، اسهاماً من الشبكة في تحقيق الشفافية بالانتخابات الرئاسية في الجزائر عام 2014، بعد حصولها على موافقة سلطات الأخيرة لنشر مهمتها للمراقبة الدولية:
23 أيار/مايو ـ حضور ورشة عمل نظّمتها مفوضية الأمم المتحدة السامية لحقوق الإنسان حول مضاعفات تطبيق التدابير القسرية الانفرادية على التمتع بحقوق الإنسان من قبل السكان المتضررين، وخاصة أثرها الاجتماعي والاقتصادي على النساء والأطفال، في مكتب الأمم المتحدة بجنيف:
26، 28 أيار/مايو ـ نشر الشبكة بعثتها للمراقبة الدولية في مصر بالتعاون مع المعهد الدولي للسلام والعدالة وحقوق الإنسان وشريكتها المحلية مؤسسة ماعت للسلام والتنمية وحقوق الإنسان المعتمدة كمراقب محلي، مساهمة منها في تحقيق الشفافية في انتخابات الرئاسة عام 2014:
1 حزيران/يونيو ـ دعم نموذج محاكاة الجامعة العربية والأمم المتحدة والمساهمة في تطوير ونجاح الشباب العربي وهي مساهمة لا تُقدر بثمان في هذا المجال:
7 حزيران/يونيو ـ المشاركة في الندوة الدولية «بعثات الأمم المتحدة للتحقيق في حماية وتعزيز حقوق الإنسان».
10 حزيران/يونيو ـ المشاركة في تنظيم حدث جانبي مع المعهد الدولي للسلام والعدالة وحقوق الإنسان حمل شعار «تغير المناخ قضية من قضايا حقوق الإنسان» خلال الدورة السادسة والعشرين في جنيف لمجلس حقوق الإنسان في الأمم المتحدة:
12 حزيران/يونيو ـ استضافة مأدبة عشاء وتقديم التقرير الأولى للشبكة حول نتائج انتخابات الرئاسة المصرية عام :
12 حزيران/يونيو ـ تنظيم حدث جانبي خلال الدورة السادسة والعشرين لمجلس حقوق الإنسان في الأمم المتحدة بجنيف بالتعاون مع مؤسسة (معراج) للسلام والتنمية، كشف خلالها وزيران من الحكومة السودانية تأثير العقوبات المفروضة على السودان على الفئات الضعيفة من السكان:
13 حزيران/يونيو ـ حضور حفل تخرج للأطفال من «جمعية الحسين لرعاية وتأهيل ذوي التحديات الحركية» العاملة تحت رعاية سمو الأميرة ماجدة رعد:
16 حزيران/يونيو ـ تنظيم حدث جانبي خلال الدورة السادسة والعشرين لمجلس حقوق الإنسان في الأمم المتحدة بجنيف بالشراكة مع المعهد الدولي للسلام والعدالة وحقوق الإنسان، تم خلالها عرض النتائج التفصيلية لتقرير البعثة المشتركة لمراقبة انتخابات الرئاسة في مصر:
17 حزيران/يونيو ـ تنظيم لقاء جانبي مع المعهد الدولي للسلام العدالة وحقوق الإنسان تحت عنوان «الشباب والتطرف: تحدي دولي وتحدي عائلي»، لمناقشة الحاجة إلى تغيير المفهوم المشترك للمقاتلين الشباب:
19 حزيران/يونيو ـ إرسال وفد نرويجي لحقوق الإنسان إلى سوريا، لغرض توثيق الوضع الإنساني في المناطق الكردية المسماة (روجافا)، والتركيز على حقوق الإنسان وجرائم الحرب:
20 حزيران/يونيو ـ استضافة حدث جانبي بالتعاون مع المعهد الدولي للسلام والعدالة وحقوق الإنسان خلال الدورة السادسة والعشرين لمجلس حقوق الإنسان في الأمم المتحدة، والترحيب خلاله بانتقال الجزائر إلى الديمقراطية:
24 حزيران/يونيو ـ اطلاق حدث تحت عنوان "معاً من أجل بيئة صحية" بمناسبة اليوم العالمي للخدمة العامة"، تضمن نشاطات بما في ذلك تنظيف جميع المرافق في حديقة والرسم على أرصفتها:
24 حزيران/يونيو ـ تنظيم حدث جانبي بالتعاون مع مؤسسة (معراج) للسلام والتنمية ومركز روهينغيا العالمي:
25 حزيران/يونيو ـ استضافة حدث جانبي في جنيف تحت عنوان «مصر: التحول الديمقراطي والحقوق المتساوية» خلال الدورة السادسة والعشرين لمجلس حقوق الإنسان في الأمم المتحدة:
25 حزيران/يونيو ـ زيارة كبار السن والأيتام وتهنئتهم بشهر رمضان:
26 حزيران/يونيو ـ تسمية الفنانة والممثلة اللبنانية، كارول سماحة، الحاصلة على جائزة الموسيقى العالمية في موناكو عام 2014 لأفضل أداء في الشرق الأوسط، سفيرة النوايا الحسنة للشبكة الدولية للحقوق والتنمية:
26 حزيران/يونيو ـ استضافة ندوة «الاتصالات كأداة لتمكين المواطنين: مسؤولية الاستهلاك وحقوق المواطنة الفعّالة»:
27 حزيران/يونيو ـ الشــبكة الدولية للحقوق والتنمية ـ بروكسل تقيم حدثاً في مركز فيداسيل للاجئين لرفع مستوى الوعي للمخاطر التي يواجهها اللاجئون القصر غير المصحوبين بذيوهم:
30 حزيران/يونيو ـ المشاركة في مؤتمر «النهوض بسياسة خارجية أكثر ذكاءً: النساء في السلام والأمن»، ناقش أهمية ادماج المرأة في عملية السلام والأمن:
4 تموز/يوليو ـ تنظيم واستضافة حفل تكريم للشاعر الفلسطيني محمود درويش في مقرها الرئيسي باسبانيا تحت شعار «الثقافة كأداة لتعزيز حقوق الإنسان»:
8 تموز/يوليو ـ المشاركة في نقاش بجنيف استضافته لجنة مكتب مفوضية الأمم المتحدة السامية لحقوق الإنسان المعنية بالقضاء على التمييز ضد المرأة:
9 تموز/يوليو ـ استضافة طلاب من مدرسة جنيف للدبلوماسية والعلاقات الدولية بالتعاون مع المعهد الدولي للسلام والعدالة وحقوق الإنسان:
10 تموز/يوليو ـ اطلاق مبادرة حقوق الإنسان ومكافحة الإرهاب:
17 تموز/يوليو ـ استضافة حوار مائدة مستديرة في جنيف للمنظمات غير الحكومية لمناقشة سبل التعاون لتعزيز التواصل فيما بينها بهدف زيادة نفوذها:
17 تموز/يوليو ـ اطلاق الشبكة الدولية للحقوق والتنمية ـ عمان أول حدث من حملة رمضان تحت شعار «رمضان يجمعنا» للأطفال الأيتام، انطلاقاً من ايمان الشبكة بأن رعاية الأطفال الأيتام هي جزء من حماية حقوق الطفل:
23 تموز/يوليو ـ سفيرة النوايا الحسنة للشبكة، كارول سماحة، تزور مخيم الزعتري للاجئين السوريين في الأردن.
24 تموز/يوليو ـ توزيع حزم غذائية تحتوي على مواد غذائية مختلفة على الأسر المحتاجة في الحدث الثاني لحملة رمضان «رمضان يجمعنا».
25 تموز/يوليو ـ عقد لقاءات مع المنظمات الرئيسية المدافعة عن حقوق الإنسان لمناقشة التحديات الجديدة بأمل اقامة عالم أكثر عدلاً.
29 تموز/يوليو ـ سفيرة النوايا الحسنة للشبكة، كارول سماحة، تطلق حملة لتطوير العشوائيات في مصر.
29 تموز/يوليو ـ المجموعات الشبابية للشبكة في البرازيل تنظم حدثاً لتسجيع التبرع بالدم تحت شعار «تبرع بالدم، أعط الحياة».
5 آب/أغسطس ـ الشبكة الدولية للحقوق والتنمية تشارك في حفل وداع أقامه مفوض حقوق الإنسان في الأمم المتحدة للمنظمات غير الحكومية.
7 آب/أغسطس ـ المجموعة الشبابية للشبكة الدولية للحقوق والتنمية في البرازيل تنفذ مشروع «أريد أن أساعد» للأطفال المحرومين والمكرّس لتعزيز وحماية حقوق الأطفال والمراهقين والدفاع عنها.
7 آب/أغسطس ـ نشر التقرير النهائي لبعثة المراقبة المشتركة لانتخابات الرئاسة المصرية التي جرت من 26 إلى أيار/مايو 2014.
7 آب/أغسطس ـ راديو ناسيونال الإسباني يجري مقابلة مع ديانا زارزو، مديرة الشبكة الدولية للحقوق والتنمية في إسبانيا، ناقشت خلالها أهداف وخطط مكتب فالنسيا التابع للشبكة للتوسع في اميركا اللاتينية.
13 آب/أغسطس ـ رصد الجرائم البشعة التي يرتكبها أعضاء تنظيم الدولة الإسلامية في العراق والشام (داعش) على صعيد يومي، وتشجيع المجتمع الدولي إلى اتخاذ رد عاجل لمنع الإبادة الجماعية من قبل هؤلاء المجرمين، والدعوة إلى تشكيل لجنة تحقيق دولية للنظر في جرائم هذا التنظيم وخاصة ما يتعلق بانتهاك حقوق الإنسان.
13 آب/أغسطس ـ اطلاق مشروع مجموعة الشباب من قبل المجموعة الشبابية للشبكة الدولية للحقوق والتنمية في الأردن.
15 آب/أغسطس ـ قيام سفيرة النوايا الحسنة للشبكة، كارول سماحة، بزيارة دور الأيتام في لبنان، واطلاق مبادرة «الحقيبة المدرسية»، وتوزيع اللوازم المدرسية على الأطفال.
17 آب/أغسطس ـ الشبكة ومجموعتها الشبابية في الجزائر تنظمان فعاليات للاحتفال باليوم العالمي للشباب.
22 آب/أغسطس ـ مكتب الشبكة الدولية للحقوق والتنمية في دبي يحتفل باليوم العالمي للعمل الإنساني من خلال المشاركة في حدث رعته المدينة العالمية للخدمات الإنسانية.
24 آب/أغسطس ـ المجموعة الشبابية للشبكة تقيم مشروع «شاطئ نظيف» في البرازيل على الشاطئ في بالنياريو كامبوريو، سانتا كاتارينا، بهدف لفت انتباه الجمهور للتخلص من القمامة والحفاظ على البيئة.
26ـ29 آب/أغسطس ـ حضور المؤتمر وحفل الاستقبال اللذين نظمتهما الأمم المتحدة في مقرها بنيويورك.
31 آب/أغسطس ـ اطلاق المجموعة الشبابية في الشبكة الدولية للحقوق والتنمية مشروع «لا تأخير، أعط اليوم» الهادف إلى تلبية احتياجات الأطفال المحرومين في المناطق الريفية من خلال السماح لهم بحرية الاختيار من بين متنوعة من الملابس ولعب الأطفال والكتب واللوازم المدرسية.
1 أيلول/سبتمبر ـ اطلاق الشبكة الدولية للحقوق والتنمية ـ نساء، وهي إدارة جديدة متخصصة في حماية وتعزيز حقوق النساء والفتيات على الصعيد العالمي تضغط حالياً من أجل تنفيذ جميع معاهدات الأمم المتحدة ذات الصلة، ولاسيما اتفاية القضاء على جميع أشكال التمييز ضد المرأة.
8 أيلول/سبتمبر ـ عقد ندوة حول تمكين وتعليم المرأة خلال الدورة السابعة والعشرين لمجلس حقوق الإنسان في في الأمم المتحدة بجنيف.
9 أيلول/سبتمبر ـ استضافة نقاش حول حقوق الإنسان ومكافحة الإرهاب في إطار الشراكة مع المعهد الدولي للسلام والعدالة وحقوق الإنسان، خلال الدورة السابعة والعشرين لمجلس حقوق الإنسان في جنيف.
9 أيلول/سبتمبر ـ المجموعة الشبابية للشبكة الدولية للحقوق والتنمية في الأردن تطلق مشروع «لا تأخير، أعط اليوم» الهادف إلى تلبية احتياجات الأطفال المحرومين، وإعطائهم فرصة للحصول على ما يريدونه ويحتاجونه.
11 أيلول/سبتمبر ـ الشبكة الدولية للحقوق والتنمية تقدّم تعازيها الصادقة بمناسبة ذكرى هجمات الحادي عشر من أيلول/سبتمبر 2001 لتكريم هذه الأحداث المأساوية، من خلال المطالبة بحماية حقوق الإنسان في عمليات مكافحة الإرهاب.
16 أيلول/سبتمبر ـ المجموعة الشبابية للشبكة الدولية للحقوق والتنمية تستضيف يوم ترفيه في الأردن تحت شعار «أنشروا الأمل» للنازحين من الشبان المسيحيين القادمين من العراق الذين عانوا من ممارسات لاإنسانية على يد تنظيم (داعش)، لنشر رسالة مفادها أن هناك دائماً الأمل في غد أفضل.
17 أيلول/سبتمبر ـ الناشط في مجال حماية البيئة والمؤسس المشارك لمنظمة (350. أورغ)، بيل ماكبين، يتعهد بتنظيم مسيرة احتفال وغضب شعبية حول تغير المناخ في نيويورك يوم الحادي والعشرين من 21 أيلول/سبتمبر.
17 أيلول/سبتمبر ـ استضافة حدث جانبي في الدورة السابعة والعشرين لمجلس الأمم المتحدة لحقوق الإنسان في جنيف، بالتعاون مع مؤسسة معراج للسلام والتنمية، دعا الولايات المتحدة لإنهاء تطبيق العقوبات الشاملة والأحادية الجانب ضد السودان.
21 أيلول/سبتمبر ـ الشبكة الدولية للحقوق والتنمية ـ فالنسيا تنظّم بطولة بكرة القدم للاحتفال باليوم العالمي للسلام، وتعزيز التسامح واندماج المهاجرين.
22 أيلول/سبتمبر ـ المجموعة الشبابية للشبكة الدولية للحقوق والتنمية في البرازيل تشارك في مشروع للاحتفال باليوم العالمي للأنهار والشواطئ النظيفة حمل شعار «نظفوا العالم»، واقامته المؤسسة الأسترالية بالشراكة مع برنامج الأمم المتحدة للبيئة.
24 أيلول/سبتمبر ـ انضمام الشبكة الدولية للحقوق والتنمية ـ إسبانيا إلى عضوية الشبكة الإسبانية لمؤسسة «آنا ليند»، والتي تسمح للشبكة المشاركة في دعوات مختلفة للحصول على منح، وفي النشاطات التي تروّج لها المؤسسة.
27 أيلول/سبتمبر ـ المشاركون في جلسات النقاش في دورة مجلس حقوق الإنسان يكررون التحذير من الوضع المزري للبطالة بين صوف الشباب.
29 أيلول/سبتمبر ـ الحدث الجانبي في الدورة السابعة والعشرين لمجلس حقوق الإنسان حول الطائرات بدون طيار وحقوق الإنسان، اظهر أن المحركات ذات الأغراض المدنية والعسكرية والطائرات بدون طيار، تثير مخاوف جديد تتعلق بحقوق الإنسان.
6 تشرين الأول/أكتوبر ـ الشبكة الدولية للحقوق والتنمية وبمناسبة الأسبوع العالمي للصم، ترى أن جميع الناس لديهم الحق في العمل بغض النظر عن أي عجز قد يُعانون منهم، وأن الجميع على قدم المساواة.
7 تشرين الأول/أكتوبر ـ اختيار الشبكة الدولية للحقوق والتنمية بصفة مراقب للانتخابات في تونس.
15 تشرين الأول/أكتوبر ـ الشبكة تستضيف مؤتمر «الأطفال في مناطق النزاع» في البرلمان الأوروبي.
24 تشرين الأول/أكتوبر ـ الشبكة الدولية للحقوق والتنمية ـ الأردن تشارك في ماراثون عمان.
3 تشرين الثاني/نوفمبر ـ اختتام أعمال اعلان بروكسل بنجاح للمصالحة الوطنية في اليمن بمساعدة الشبكة الدولية للحقوق والتنمية.
5 تشرين الثاني/نوفمبر ـ انضمام الشبكة الدولية للحقوق والتنمية ـ إسبانيا إلى حملة لصالح النساء ضحايا الحرب الكولومبية.
11 تشرين الثاني/نوفمبر ـ توقيع الشبكة الدولية للحقوق والتنمية على اتفاق مشترك مع نموذج محاكاة جامعة الدول العربية والأمم المتحدة ستكون بموجبه الراعي الرئيسي للنموذج خلال العام الحالي.
13 تشرين الثاني/نوفمبر ـ الشبكة تستضيف مؤتمراً في البرلمان الأوروبي حول بعثة المراقبة الدولية في تونس.
13 تشرين الثاني/نوفمبر ـ الشبكة الدولية للحقوق والتنمية والمنظمة الكولومبية أوترا ايسكويلا توقعان اتفاقية للعمل المشترك في مسائل التعاون الدولي.
15 تشرين الثاني/نوفمبر ـ المجموعة الشبابية للشبكة الدولية في مولدوفا تنظّم حدثاً حول الأطفال الضعفاء.
20ـ27 تشرين الثاني/نوفمبر ـ المجموعة الشبابية للشبكة الدولية للحقوق والتنمية ـ الأردن تطلق مشروع «مدينتك بين يديك».
21 تشرين الثاني/نوفمبر ـ المجموعة الشبابية للشبكة الدولية ـ لبنان تعقد ورشة عمل حول التمييز ضد المرأة.
22ـ23 تشرين الثاني/نوفمبر ـ المجموعة الشبابية للشبكة الدولية ـ الهند تقيم حدث «لعبي، مكاني».
26 تشرين الثاني/نوفمبر ـ 1 كانون الأول/ديسمبر ـ الشبكة الدولية للحقوق والتنمية تقيم مشروع «لدي الحق في اللعب» في تونس للكشف عن المواهب الطبيعية للطفولة.
28 تشرين الثاني/نوفمبر ـ المجموعة الشبابية للشبكة الدولية للحقوق والتنمية ـ مولدوفا تقيم حدث «الحياة بدون مخدرات».
1 كانون الأول/ديسمبر ـ الشبكة الدولية للحقوق والتنمية ـ إسبانيا تقيم ندوة جامعية عن الطفولة والإعاقة.
5 كانون الأول/ديسمبر ـ الشبكة الدولية للحقوق والتنمية ـ فالنسيا تشارك في مهرجان الفيلم المتوسطي (لا مسترا فيفا).
6 كانون الأول/ديسمبر ـ الشبكة الدولية للحقوق والتنمية ـ البرازيل تشارك في فعالية «التوفير لمتجر فيفا بيشو».
9 كانون الأول/ديسمبر ـ الشبكة تستضيف جلسة حوار على مائدة مستديرة لمؤتمر حول حماية حقوق الإنسان في في عمليات مكافحة الإرهاب في البرلمان الأوروبي.
12 كانون الأول/ديسمبر ـ الشبكة تحضر مؤتمر الوكالة النرويجية للتعاون الإنمائي (نوراد) في أوسلو عن حقوق الإنسان والديمقراطية.
15 كانون الأول/ديسمبر ـ المجموعة الشبابية للشبكة الدولية للحقوق والتنمية في لبنان تطلق بنجاح حملتها للتبرع لمخيم شاتيلا للاجئين.
22 كانون الأول/ديسمبر ـ الشبكة الدولية للحقوق والتنمية تهنئ تونس على إجراء الانتخابات الرئاسية بطريقة سلمية.
28 كانون الأول/ديسمبر ـ المجموعة الشبابية للشبكة الدولية للحقوق والتنمية تقيم مخيمها الطبي المجاني في المدرسة الحكومية الخاصة بالبنات (كيلي غامبراني)، وتوفر الفحوص الطبية لأطفال المدرسة.
تقارير عام 2014
1 آب/أغسطس ـ إصدار تقرير عن تعزيز وحماية الحق في الخصوصية في العصر الرقمي:
2 آب/أغسطس ـ إصدار تقرير للشبكة الدولية للحقوق والتنمية حول حقوق الإنسان في عمليات مكافحة الإرهاب.
3 آب/أغسطس ـ إصدار منظمة الصحة العالمية احصاءات عن الاعتداء الجنسي على الأطفال في العالم، والشبكة تقدم دراسات عن الحالات القطرية تسأل الدول ما إذا كانت تقوم بما ينبغي لمكافحة انتهاك الأطفال جنسياً.
7 آب/أغسطس ـ نشر مقال حول «المرأة والسلام والأمن» لتسليط الضوء على نقص تمثيل المرأة في الحياة السياسية.
7 آب/أغسطس ـ إصدار التقرير النهائي لبعثة المراقبة المشتركة لانتخابات الرئاسة المصرية التي جرت خلال الفترة من 26 إلى 28 أيار/مايو الماضي.
7 آب/أغسطس ـ السويد تتقدم على النرويج في تصنيف المؤشر الدولي لحقوق الإنسان.
7 آب/أغسطس ـ إصدار تقرير عن الحماية الحكومية للعائلات في ألمانيا والنمسا، بما في ذلك هيكل مساعدة الأسر في النمسا واعانات الوالدين في ألمانيا، ومنافع الأطفال في ألمانيا.
9 آب/أغسطس ـ صدور تقرير عن النساء والتنمية المستدامة في الإمارات العربية المتحدة، كونهن يلعبن دوراً هاماً في عملية التنمية، والمساهمة في جهود التنمية، ولاسيما في مواجهة التحديات العلمية والعملية.
9 آب/أغسطس ـ تقرير حول دعم السياسات في بلجيكا، واختلاف النهج في استحقاقات الأطفال بين بلد وآخر.
15 آب/أغسطس ـ صدور تقرير عن انتهاك حقوق الإطفال: مظاهره وعوامله وتأثيرها على الأطفال، بما في ذلك مختلف أشكال الحرمان والإيذاء، على صلة بتقرير اصدرته منظمة العمل الدولية عام 2013، ومعاهدة الأمم المتحدة لحقوق الطفل.
18 آب/أغسطس ـ تقرير عن الأشخاص ذوي الاحتياجات الخاصة والوصول إلى الوظائف وحقوق الإنسان والعمل تحت عنوان «حماية حقوق العمالة للفئات الضعيفة».
19 آب/أغسطس ـ تقرير «الرصد العالمي للتدريس والتعلم: تحقيق الجودة للجميع».
21 آب/أغسطس ـ تقرير عن فرض بريطانيا حظراً شاملاً على تصويت السجناء واعتباره غير قانوني بموجب القانون الدولي تحت عنوان «حقوق التصويت للسجناء: الاضراب الثالث للمملكة المتحدة»: 26 آب/أغسطس ـ تقرير حول القتل الرحيم من منظور حقوق الإنسان، بما في ذلك أنواعه وتعاريفه وجوانبه القانونية ودراسة حالته.
1 أيلول/سبتمبر ـ تقرير «حرية الحركة الأداة الأكثر أساسية في مجال حقوق الإنسان» استند إلى الإعلان العالمي لحقوق الإنسان بأن الحقوق غير قابلة للتصرف لجميع الناس.
2 أيلول/سبتمبر ـ إصدار تقرير حول سبل تمكين المرأة في مواجهة التعصب والتطرف العنيف.
9 أيلول/سبتمبر ـ إصدار تقرير «حرية التعبير والخصوصية: نقاش حول حدود قوة الديمقراطية».
16 أيلول/سبتمبر ـ تقرير وتوصيات لتأهيل ضحايا الإتجار بالبشر.
16 أيلول/سبتمبر ـ تقرير وتوصيات «جسدي، حقي» بشأن طرق وقف التعذيب.
18 أيلول/سبتمبر ـ تقرير «القانون سي ـ 24 في كندا وآثاره على حقوق الإنسان» حول إلغاء المواطنة.
23 أيلول/سبتمبر ـ تقرير «حقوق الاحتجاج: تقييم الوضع في كاليه» البلدة الصغيرة الواقعة شمال فرنسا.
26 أيلول/سبتمبر ـ تقرير عن بطالة الشباب والنهج القائم على الحقوق في التنمية الاجتماعية.
27 أيلول/سبتمبر ـ تقرير «ضمان العدل في المحاكم: الحق في المحاكمة العادلة».
5 تشرين الأول/أكتوبر ـ تقرير «مستقبل الغد» عن انتهاك الأطفال من قبل تنظيم (داعش).
5 تشرين الأول/أكتوبر ـ تقرير عن تطوير الشباب وطلاب الجامعات في الأردن.
21 تشرين الثاني/نوفمبر ـ إصدار تقرير بعثة المراقبة المشتركة للشبكة الدولية للحقوق والتنمية والمعهد الدولي للسلام والعدالة وحقوق الإنسان حول الانتخابات البرلمانية في تونس 2014.
أنشطة عام 2015: 
7 كانون الثاني/يناير ـ الشبكة الدولية للحقوق والتنمية، وفي إطار مبادرتها الدولية حول حقوق الإنسان وعمليات مكافحة الإرهاب، تعقد مؤتمراً دولياً على المستوى الوزاري تحت شعار «موازنة مكافحة الإرهاب وحقوق الإنسان: التحديات والفرص»، في فندق الرئيس ويلسون، 47 كاي ويلسون، بمدينة جنيف السويسرية يومي 16 و 17 شباط/فبراير 2015:
15 كانون الثاني/يناير ـ الشبكة الدولية للحقوق والتنمية والسوق المشتركة لشرق وجنوب أفريقيا (كوميسا) توقعان مذكرة لتعزيز التعاون بينهما، وتسهيل تطوير جدول أعمال التنمية والتكامل بين دول السوق المشتركة، واعلان كمستشار لها في مجالات مذكرة التفاهم: 
15 كانون الثاني/يناير ـ الشبكة الدولية للحقوق والتنمية ـ إسبانيا تنظّم مؤتمراً في مدريد حول المرأة وبناء السلام كولومبيا: 
20 كانون الثاني/يناير ـ الشبكة الدولية للحقوق والتنمية تحصل على موافقة رسمية لنشر بعثة مراقبة للانتخابات الرئاسية في زامبيا.

## وصلات خارجية
- Styret konfronterte hvitvaskingssiktet: – Ville ikke si hvor pengene kom fra [The board of directors confronted the suspect of money laundering: - Didn't want to say where the money came from]
- Hvitvaskingssiktet: Fra avisbud på Jæren til eiendomsmillionær. I løpet av få år har hvitvaskingssiktede Loai Deeb kjøpt eiendom for over 15 millioner kroner i Norge, Egypt og Jordan.